# سيمون سسرونكوما
سيمون سسرونكوما (بالإنجليزية: Simon Sserunkuma)‏ هو لاعب كرة قدم أوغندي في مركز الوسط، ولد في 19 سبتمبر 1991 في Mengo, Uganda ‏ في أوغندا. شارك مع منتخب أوغندا لكرة القدم. أما مع النوادي، فقد لعب مع نادي إكسبريس ونادي سيمبا وناكيفوبو فيلا.